# 乌头荠
乌头荠（学名：Euclidium syriacum）为十字花科乌头荠属下的一个种。